# 田中勝雄
田中 勝雄（たなか かつお、1898年7月1日 - 1995年3月2日）は、大阪府出身の野球選手。

## 経歴
市岡中学校時代に第2回全国中等学校優勝野球大会で準優勝。1918年に早稲田大学へ入学。大学では打率5割以上の高打率で3度の首位打者を記録しており、走攻守揃った外野手として活躍。1200グラムの重量バットをフルスイングしてホームランを打っていたことから、ベーブ・ルースにちなんで「ベーブ田中」と呼ばれていた。性格は温厚な人格者で、監督の飛田穂洲は「学生選手の範」と評価していた。
卒業後は1934年に全大阪の監督として第8回全日本都市対抗野球大会で優勝。1937年から1939年まで母校早稲田大学で監督、1941年から朝日軍の代表理事、戦後は大津東洋レーヨンで監督を務めた。1957年からは日刊スポーツ野球評論家。
1985年に野球殿堂入り。